# الحبيب الشرقاوي (سياسي)
الحبيب الشرقاوي (1932 - 2018)، هو سياسي مغربي، قضى أزيد من 60 سنة في العمل السياسي بداية من فجر الاستقلال، مسار سياسي حافل عاصر فيه ثلاثة ملوك، وكان أحد الوجوه الاتحادية التي رافقت رموز حزب الاتحاد الاشتراكي للقوات الشعبية في أحلك الظروف من أيام المهدي بنبركة مرورا بعبد الرحيم بوعبيد انتهاء بعبدالرحمان اليوسفي. الشرقاوي كان يوصف بالعلبة السوداء للاتحاد الاشتراكي للقوات الشعبية.التحق الشرقاوي في عام 1950 بحزب الإستقلال المغربي، ليبدأ مشواره في العمل السياسي، حيث عاصر أهم وأصعب الفترات السياسية التي مرت بالمغرب، وكان شاهدا وفاعلا في الكثير من الأحداث بداية من الاستقلال وحتى حكومة التناوب التي قادها عبد الرحمان اليوسفي، وهي الأحداث التي روى تفاصيلها في حوارات نشرت بالصحف الوطنية. التحق الشرقاوي بالعمل الوطني لأن والده كان أحد الموقعين عام 1944 على وثيقة المطالبة بالاستقلال.

## وفاته
توفي يوم الجمعة 24 أغسطس 2018 في مدينة الرباط،

## وصلات خارجية
- (جريدة الاتحاد الاشتراكي): حوار مع الحبيب الشرقاوي. . بعد التحاقي بالاتحاد قاطعني والدي.. إلى حين وفاته